# Некрасов, Александр Петрович (реставратор)
Некрасов Александр Петрович (11 апреля 1927, с. Малое Кудрино Владимирской области — 16 ноября 2007, Владимир) — российский художник-реставратор высшей квалификации. Член Союза художников РФ. Заслуженный работник культуры Российской Федерации.

## Биография
Свою трудовую деятельность начал в 1945 году.

Могила на Улыбышевском кладбище

В 1966 году возглавил группу художников-реставраторов монументальной и станковой живописи в ВСЭНРПМ (Владимирская специальная экспериментальная научно-реставрационная производственная мастерская «Владимир-реставрация»). Им отреставрировано большое количество произведений станковой живописи из фондов музеев Владимирской области и действующих храмов, а также монументальной живописи памятников архитектуры XII—XIX вв. в городах Владимирской области. Занимался реставрацией фресок Успенского собора во Владимире, в том числе шедевров Андрея Рублева. Многие его работы приобретены музеем имени Андрея Рублева, Московским институтом реставрации, Владимиро-Суздальским музеем-заповедником. Принимал участие в реставрации не только памятников монументальной живописи Владимира и области, но и храма Василия Блаженного и памятников Кремля (совместно с Н. П. Сычевым).
Похоронен на Аллее Славы владимирского кладбища в Улыбышеве.

## Награды и премии
- Государственная премия РСФСР в области архитектуры (1977) — за реставрацию памятников истории и культуры Владимира и Суздаля

## Учителя и наставники
- Сычёв, Николай Петрович
- Филатов, Виктор Васильевич

## Книги
- Некрасов А. П., Балыгина Л. П. Н-48 «Материалы и методы реставрации монументальной живописи» Под редакцией Т. С. Федосеевой, кандидата химических наук. Владимир: Издательство «Посад»,1997.-72 с.: ил. ISBN 5-86953-029-6